# Partito Comunista dell'Uzbekistan
Il Partito Comunista dell'Uzbekistan (in uzbeco Oʻzbekiston Kommunistik Partiyasi) fu la sezione di livello repubblicano del Partito Comunista dell'Unione Sovietica nella Repubblica Socialista Sovietica Uzbeka. Fondato nel 1925, ha modificato la propria denominazione nel 1991 in Partito Democratico Popolare, continuando a controllare il potere nell'Uzbekistan indipendente.

## Cronologia dei Primi segretari
- Vladimir Ivanov- (12 febbraio 1925-1927)
- Kuprian Kirkizh- (1927-aprile 1929)
- Nikolai Gikalo- (aprile-11 giugno 1929)
- Isaak Zelensky- (giugno-dicembre 1929)
- Akmal Ikramov- (dicembre 1929-21 settembre 1937)
- Pjotr Jakovlev- (21 settembre 1937-27 settembre 1937)
- Usman Jusupov- (27 settembre 1937-7 aprile 1953)
- Amin Niyazov- (7 aprile 1953-22 dicembre 1955)
- Nuritdin Muchitdinov- (22 dicembre 1955-28 dicembre 1957)
- Sobir Kamolov- (28 dicembre 1957-15 marzo 1959)
- Sharof Rashidov- (15 marzo 1959-31 ottobre 1983)
- Inomjon Usmonxo‘jayev- (3 novembre 1983-12 gennaio 1988)
- Rafiq Nishonov- (12 gennaio 1988-23 giugno 1989)
- Islom Karimov- (23 giugno 1989-3 novembre 1991)